# Muamer Svraka
Muamer Svraka (Sarajevo, 14 febbraio 1988) è un ex calciatore bosniaco, di ruolo centrocampista.

## Palmarès

### Club

#### Competizioni nazionali
- Campionato bosniaco: 2

Željezničar: 2011-2012, 2012-2013
- Coppa di Bosnia: 2

Željezničar: 2010-2011, 2011-2012